# Thaumalea subafricana
Thaumalea subafricana är en tvåvingeart som först beskrevs av Becker 1908.  Thaumalea subafricana ingår i släktet Thaumalea och familjen mätarmyggor.
Artens utbredningsområde är Kanarieöarna. Inga underarter finns listade i Catalogue of Life.